# 1750
1750 (MDCCL) byl rok, který dle gregoriánského kalendáře započal čtvrtkem.

## Události
- 13. ledna – Madridská smlouva zrušila Tordesillaskou linii z roku 1494, která dělila sféry vlivu mezi Španělsko a Portugalsko, a nově stanovila hranici přibližně podle 46. poledníku západní délky, čímž Portugalsko získalo větší část Amazonie, kterou fakticky ovládalo od 17. století.
- 31. července – Po 44 letech vlády zemřel portugalský král Jan V. a na trůn nastoupil jeho syn Josef I.
- (1750–1760) v Čechách se rozšiřují brambory

## Vědy a umění
- Prokop Diviš, Benjamin Franklin a Michail Lomonosov konali nezávisle na sobě pokusy s atmosférickou elektřinou.

## Narození

### Česko
- 30. ledna – František Štěpán Silva-Tarouca, šlechtic († 5. března 1797)
- 3. dubna – Karel Josef ze Salm-Reifferscheidtu, šlechtic, komoří, říšský kníže († 16. června 1838)
- 14. červen – Franz Konrad Bartl, matematik a fyzik († 28. října 1813)
- 21. července – Jakub Dvořecký, duchovní a historik († 27. dubna 1814)
- 2. srpna – Dominik Oesterreicher, pozdně barokní malíř († 12. března 1809)
- 27. listopadu – Antonín Stamic, houslista, violista a skladatel († 1800)
- 30. listopadu – Tomáš Juren, evangelický písmák, kazatel a malíř († 9. ledna 1829)
- neznámé datum
  - František Kočvara, skladatel († 2. září 1791)
  - Jan Bohumír Práč, sběratel lidových písní a skladatel († 1818)
  - František Antonín Rössler, kontrabasista, dirigent a skladatel († 30. června 1792)
  - Arnošt Vančura, skladatel, klavírista a dirigent v Rusku († 1802)
  - Kajetán Vogl, kněz a skladatel († 27. srpna 1794)
  - Anton Majer, mistr kameník († 1820)

### Svět

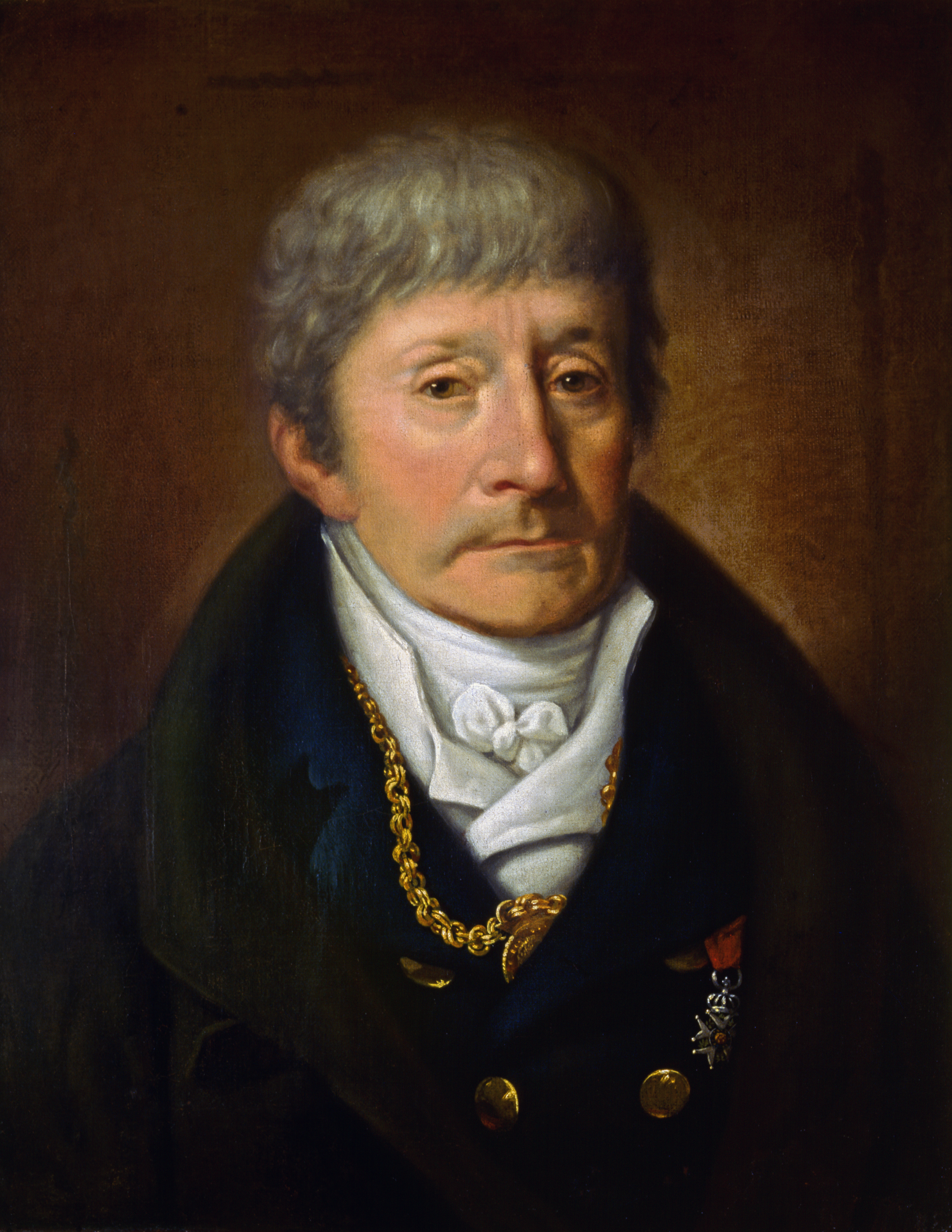
Antonio Salieri (* 18. srpna)

- 18. ledna – Johann Gottlob Schneider, německý filolog a přírodovědec († 1822)
- 20. ledna – Luisa Dánská a Norská, dánská princezna († 12. ledna 1831)
- 4. února – Johanna Gabriela Habsbursko-Lotrinská, dcera Marie Terezie († 23. prosince 1762)
- 14. února – René Louiche Desfontaines, francouzský botanik († 1831)
- 9. března – Johann Friedrich August Tischbein, německý malíř († 21. června 1812)
- 16. března – Caroline Herschel, britská astronomka německého původu († 9. ledna 1848)
- 23. března – Johannes Matthias Sperger, rakouský skladatel († 13. května 1812)
- 1. dubna – Hugo Kołłątaj, polský spisovatel a filozof († 28. února 1812)
- 7. dubna – Donatien Rochambeau, francouzský generál († 20. října 1813)
- 24. dubna – Simon Antoine Jean L'Huilier, švýcarský matematik († 28. března 1840)
- 13. května – Lorenzo Mascheroni, italský básník a matematik († 14. července 1801)
- 13. června – James Burney, anglický kontradmirál († 17. listopadu 1821)
- 18. června – Johann Jahn, rakouský biblista a orientalista († 16. srpna 1816)
- 23. června – Déodat Gratet de Dolomieu, francouzský mineralog a geolog († 28. listopadu 1801)
- 7. července – August Wilhelm von Bismarck, pruský politik († 3. února 1783)
- 11. července – Elizabeth Armistead, britská kurtizána († 8. července 1842)
- 25. července – Henry Knox, americký důstojník a ministr († 21. října 1806)
- 29. července – Fabre d'Églantine, francouzský herec a politik († 5. dubna 1794)
- 2. srpna – Johann Sigmund Riesch, rakouský generál jezdectva († 2. listopadu 1821)
- 10. srpna – Daniel Gottlob Türk, německý skladatel, varhaník a pedagog († 26. srpna 1813)
- 18. srpna – Antonio Salieri, italský skladatel († 7. května 1825)
- 24. srpna – Laetitia Ramolino, matka Napoleona († 2. února 1836)
- 27. srpna – Dorothy Benticková, vévodkyně z Portlandu, přímá předkyně britské královny Alžběty II. († 3. června 1794)
- 13. září – Friedrich Ludwig von Sckell, německý architekt († 24. února 1823)
- 21. října – Juraj Fándly, slovenský spisovatel a včelař († 7. března 1811)
- 4. prosince – Henri Grégoire, kněz a revolucionář († 1831)
- 6. prosince – Pierre-Henri de Valenciennes, francouzský malíř († 16. února 1819)
- 8. prosince – Giuseppe Cades, italský malíř († 8. prosince1799)
- 12. prosince – Anne Barnardová, skotská básnířka a spisovatelka († 1816)
- 23. prosince – Fridrich August I. Saský, saský král († 5. května 1827)
- neznámé datum
  - Murad Bej, mamlúcký emír a místodržitel Egypta († 1. května 1801)
  - Jacob Shallus, americký písař, který sepsal originál Ústavy USA († 18. dubna 1796)

## Úmrtí

### Česko
- 23. dubna – František Karel Vratislav z Mitrovic, šlechtic (* 8. září 1679 nebo 1680)
- 19. listopadu – Franz Retz, jezuita, 15. generální představený Tovaryšstva Ježíšova (* 13. září 1673)

### Svět

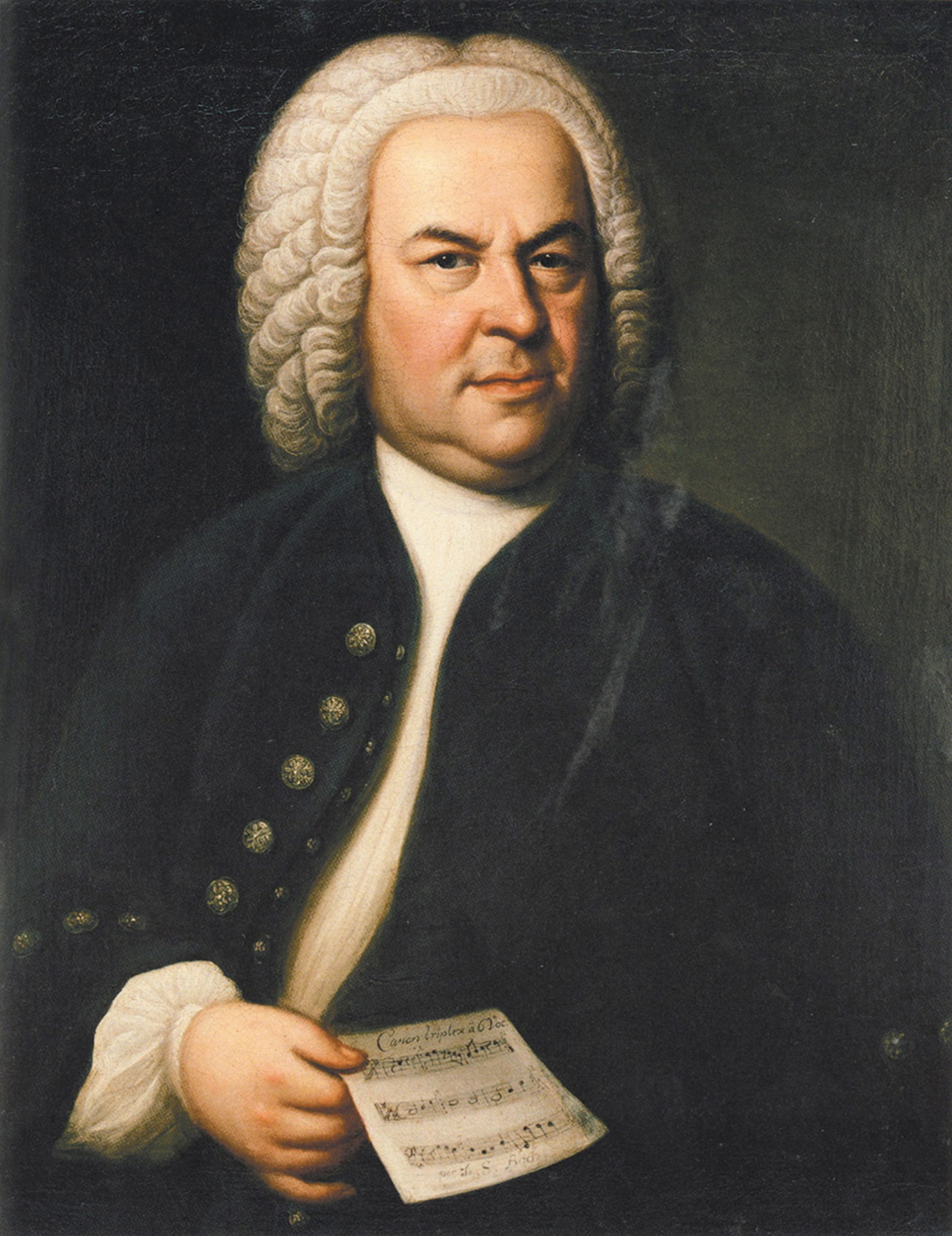
Johann Sebastian Bach († 28. července)

- 23. ledna – Ludovico Antonio Muratori, italský katolický kněz,historik (* 21. října 1672)
- 22. února – Pietro Filippo Scarlatti, italský barokní skladatel (* 5. ledna 1679)
- 7. března – Cornelis Troost, nizozemský malíř období baroka (* 8. října 1697)
- 23. března – Samuel Mikovíny, slovenský kartograf a polyhistor (* 1686)
- 19. května – Kryšpín z Viterba, katolický světec (* 13. listopadu 1668)
- 29. května – Giuseppe Porsile, italský hudební skladatel (* 5. května 1680)
- 28. července – Johann Sebastian Bach, německý barokní skladatel (* 21. března 1685)
- 31. července – Jan V. Portugalský, portugalský král (* 1689)
- 2. srpna – Emine Muslı Kadınefendi, konkubína osmanského sultána Ahmeda III. (* 1699)
- 12. srpna – Rachel Ruyschová, nizozemská malířka specializovaná na zátiší s květinami (* 1664)
- 16. října – Sylvius Leopold Weiss, německý hudební skladatel
- 1. prosince – Johann Gabriel Doppelmayr, německý astronom (* 27. září 1677)
- 11. listopadu – Apostolo Zeno, italský básník, libretista a novinář (* 11. prosince 1668)
- 30. listopadu – Maurice de Saxe, německý šlechtic a vojevůdce ve francouzských službách (* 28. října 1696)
- 21. prosince – Alžběta Kristýna Brunšvicko-Wolfenbüttelská, manželka císaře Karla VI. a matka Marie Terezie (* 1691)

## Hlavy států
- Francie – Ludvík XV. (1715–1774)
- Habsburská monarchie – Marie Terezie (1740–1780)
- Osmanská říše – Mahmud I. (1730–1754)
- Polsko – August III. (1734–1763)
- Prusko – Fridrich II. (1740–1786)
- Rusko – Alžběta Petrovna (1741–1762)
- Španělsko – Ferdinand VI. (1746–1759)
- Švédsko – Frederik I. (1720–1751)
- Velká Británie – Jiří II. (1727–1760)
- Svatá říše římská – František I. Štěpán Lotrinský (1745–1765)
- Papež – Benedikt XIV. (1740–1758)
- Japonsko – Momozono (1747–1762)
- Perská říše – Šáhruch